# Castellers de Lausanne
Els Castellers de Lausanne són una colla castellera en formació de Lausana, Suïssa, fundada el 2023. Realitzen les seves activitats juntament amb el Casal Català de Lausana. Són la primera colla castellera de Suïssa. Portaran camisa verda.
El projecte va començar arran de dos membres dels Castellers de París que se'n van anar a viure a Lausana. Van fer una primera exhibició a Zúric en ocasió d'una visita dels Castellers de Sants a la ciutat helvètica, on van carregar un Pilar de 4.

## Referència
1. ↑  [enllaç sense format] https://exteriors.gencat.cat/ca/ambits-dactuacio/afers_exteriors/delegacions_govern/suissa/actualitat/230321-castellers
2. 1 2  TV3. «Tot es mou - Neix una nova colla castellera a Suïssa», 07-07-2023. [Consulta: 14 octubre 2023].
3. ↑  Andrés, Guillem. «Neixen dos nous projectes de colles castelleres a França i a Suïssa», 18-05-2023. [Consulta: 14 octubre 2023].
4. ↑  Redacció. «Els Borinots de Sants conquereixen el cel suís», 03-06-2023. [Consulta: 14 octubre 2023].
5. ↑  «https://twitter.com/borinots/status/1665302468442435586?s=20». [Consulta: 14 octubre 2023].